# Ludwisarnia Braci Schwennów
Ludwisarnia Braci Schwennów – zakład ludwisarski funkcjonujący w Szczecinie w latach 1785–1799 oraz 1814–1833.

## Historia zakładu

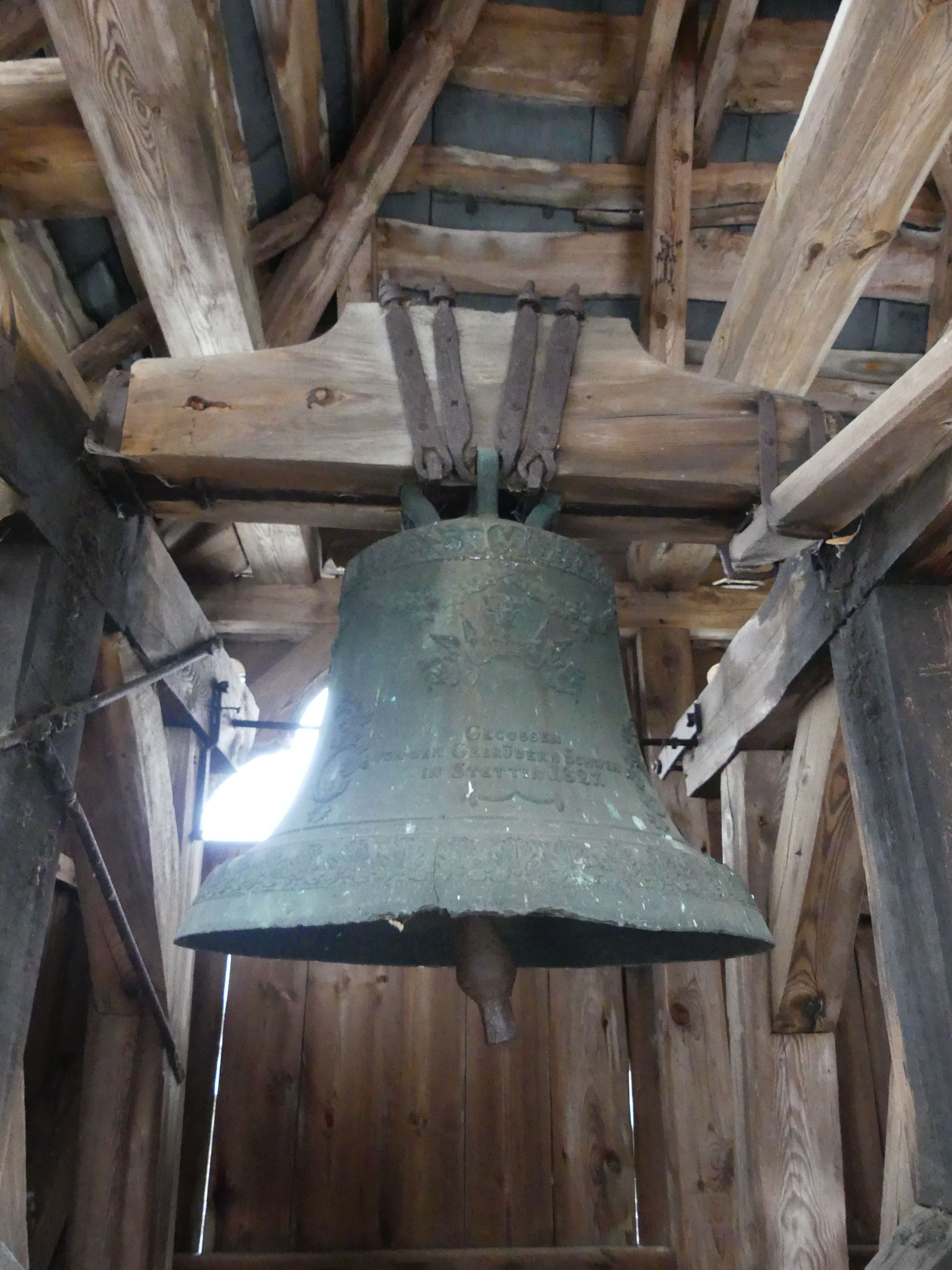
Dzwon kościoła w Brudzewicach

Bracia Schwennowie otrzymali swój zakład po śmierci szczecińskiego ludwisarza Johanna Heinricha Scheela. W latach od 1785 do 1799 odlali zaledwie kilkanaście dzwonów. Wojny napoleońskie które spotkały Królestwo Prus na początku XIX wieku oraz kryzys gospodarczy uniemożliwił dalszą produkcje w zakładzie. Dopiero po zakończeniu konfliktu w 1814 wznowiono produkcje dzwonów. Firma zaopatrywała w dzwony kościoły i ratusze Pomorza Zachodniego, Brandenburgii oraz Meklemburgii. W 1814 odlali zachowany do dziś dzwon Abendmahl kościoła Mariackiego w Pasewalku ważący 1885 kg o tonacji cis'. Sześć lat później powstał największy dzwon kościoła Mariackiego we Friedlandzie ważący 2200 kg o tonacji c', również zachowany do naszych czasów. W 1825 roku bracia wykonali dzwon dla katedry w Schwerinie.

## Niektóre zachowane dzwony

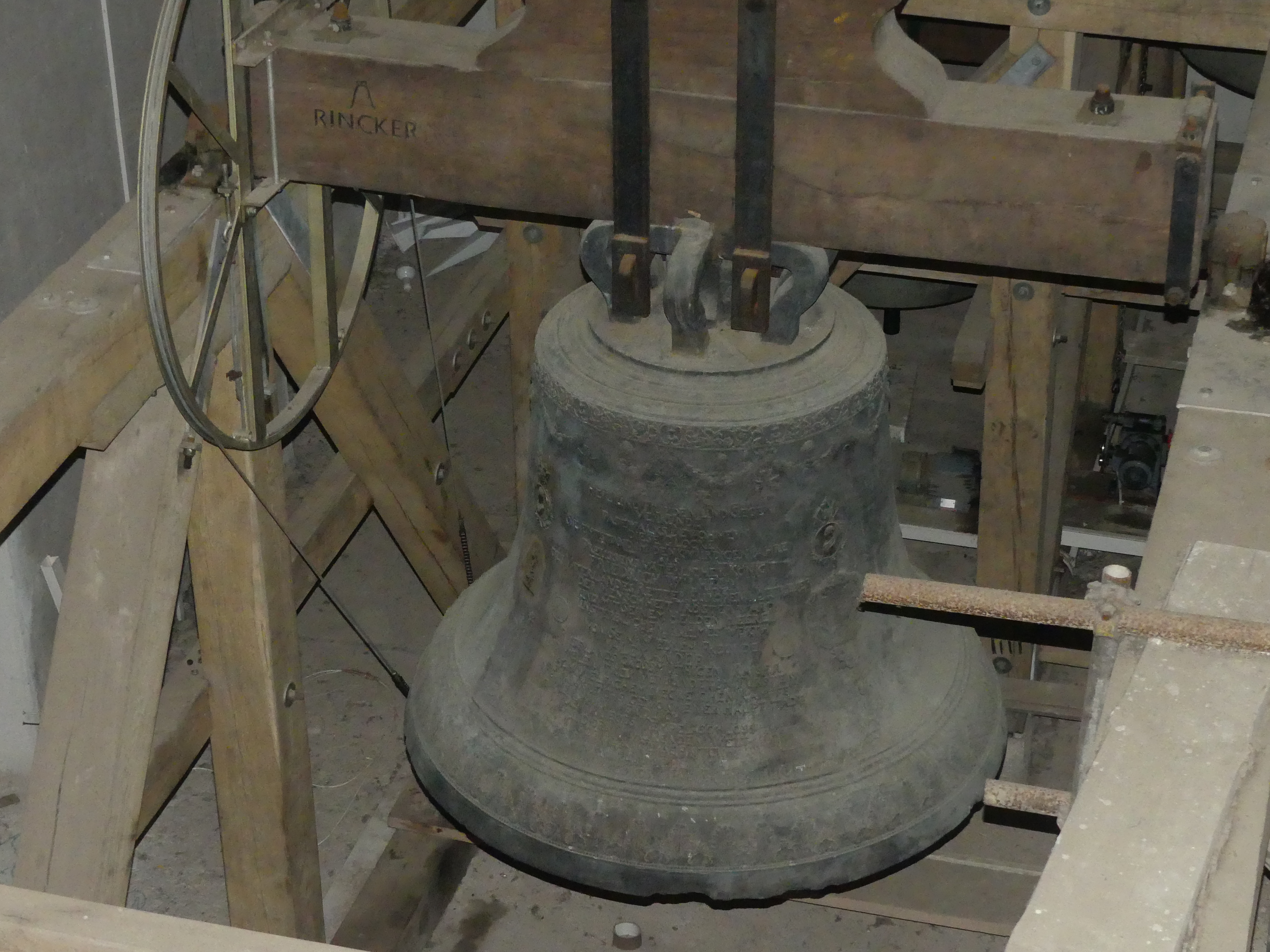
Dzwon Abendmahl kościoła Mariackiego w Pasewalku

- Dzwon w kościele w Mielenku Drawskim (1786)[2]
- Dzwon w kościele św. Michała Archanioła w Szczecinie (1796)
- Dzwon Abendmahl kościoła Mariackiego w Pasewalku (1814)[1]
- Dzwon kościoła Mariackiego we Friedlandzie (1820)[1]
- Dzwon kościoła Matki Bożej Bolesnej w Szczecinie (1820)
- Dzwon kościoła w Brudzewicach (1827)